# Милос
Милос је једно острва у групацији Киклада у Грчкој. Управно острво припада округу Милос у оквиру Периферије Јужни Егеј, где са оближњим острвцима чини засебну општину, а градић Милос представља седиште округа.
Милос је познат ка налазиште једне од најлепших статуа из времена старе Грчке, Милоској Венери, која се данас налази у париском Лувру.

## Порекло имена
Острво је добило име по грчкој речи за јабуку (грч. „мило").

## Природни услови
Милос је једно од већих острва Киклада, удаљено око 150 km јужно од Атине. То је и најзападније веће острво Киклада. Најближе значајније острво Милосу је мањи Кимолос на свега 2-3 km ка северозападу. Највећа дужина остртва је у правцу исток-запад, око 23 km, док је у правцу север-југ највише 13 km. Острво је прилично разуђено и планинско у већем делу. Постоји неколико малих долина, које су погодније за земљорадњу. 
Милос спада у острва Киклада која су удаљена од копна и имају сталан недостатак воде услед сушне средоземне климе са дугим, жарким и сушним летима и благим и не баш кишовитим зимама. Биљни и Животињски свет су такође особени за ову климу, а од гајених култура доминира маслина.

## Историја
За Милос, као и за целокупне Кикладе, је необично важно раздобље касне праисторије, тзв. Кикладска цивилизација, зависна и блиска Критској. На острву је нађено и много грнчарије из овог раздобља, углавном фигурина. Током старе Грчке Миконос је прво био насељен Дорцима, а затим један од малих полиса у веома важном делу Грчке. Током Пелопонеског рата полис Милос је био неутралан, али га је касније освојила Античка Атина.
После тога Милосом је владао стари Рим, а затим и Византија. 1204. године после освајања Цариграда од стране Крсташа Киклади потпадају под власт Млечана, под којима остају вековима, до 16. века, када нови господар постаје османско царство. Становништво Милоса није било јаче укључено у Грчки устанак 20их година 19. века, али је острво одмах припало новооснованој Грчкој. Међутим, развој нове државе није спречио исељавање месног становништва у 20. веку. Последњих деценија ово је умањено развојем туризма.

## Становништво
Главно становништво на Милосу су Грци. Последњих деценија број становника је поново у порасту захваљујући туризму. Највећа насеља су Плака и Адамантас, најважнија лука на острву.

## Привреда
Привреда Милоса се заснива на туризму, поморству и рударству (гипс, пуцолан), а мање на традициналној пољопривреди (јужно воће, маслине, винова лоза).